# 絶倫謝肉祭
『絶倫謝肉祭』は、佐々木浩久監督の日本映画。『絶倫謝肉祭　奥まで突いて!』のタイトルで2017年11月10日に成人映画館で公開。R15+版作品として再編集し、2018年8月25日より『絶倫謝肉祭』のタイトルで公開された。

## 概要
『発狂する唇』などで知られる映画監督の佐々木浩久が以前から興味を持っていたピンク映画に挑戦し、初監督を手がけたカルト系エロティックホラー映画。R18版とR15+版は同じ70分尺であるが、R15+に再編集するにあたって腰から下の絡み場面をカットしているほか、複数人の濡れ場シーンがNG指定されたため、編集により処理している。

## ストーリー
同棲生活を送っていたカップルの家に、「間宮悦子」がやってきた。それ以来、カップルの周囲で次々と事件が起こりはじめ、彼らの生活は変わってしまう。

## 登場人物
新垣渚
演 ‐ さくらみゆき
女子大学生。光太郎と同棲中。
間宮悦子
演 ‐ 蓮実クレア
幸太郎の姉を名乗る怪しい女。
高坂瑞希
演 ‐ しじみ
渚の信頼する先輩であり医師。隠しているがバイセクシャルであり、渚にも恋愛感情を抱いている。
間宮光太郎
演 ‐ 小坂ほたる
後ろ髪を結った渚の彼氏。真面目で温厚な性格に見えたが、暴力的な性癖の持ち主。
桜田健一
演 ‐ 木村友貴
瑞希の恋人。弁護士。
美少年
演 ‐ もがきかんと
学生服を着た謎の美少年。
渚の父
演 ‐ 佐々木浩久

渚の母
演 ‐ 滝本ゆに

## スタッフ
- 企画協力：しじみ[9]
- スチール：阿部真也
- 音楽：ゲイリー芦屋
- 録音：臼井勝、大野裕之
- ヘアメイク：山崎恵子
- 撮影助手：中島寛貴
- 制作応援：植野亮
- 機材提供：鈴木昭彦
- 撮影：鏡早智
- 編集：大永昌弘
- 助監督：相原柊太、もがきかんと、原田涼
- 監督・脚本：佐々木浩久
- 制作：映像集団マムス
- 配給：オーピー映画